# Georges Thierry d'Argenlieu
Georges Thierry d'Argenlieu (Brest, 7 de octubre de 1889 - ibídem, 7 de septiembre de 1964) fue un militar francés que estuvo presente en las dos guerras mundiales.
Fue el tercer comandante de las Fuerzas navales de la Francia Libre. Durante la Segunda Guerra Mundial ocupó el cargo de gobernador de Nueva Caledonia, aliado de la Francia Libre.

## Biografía
Hijo de un oficial de la marina francesa, se graduó en 1906 en la École Navale de Brest. Recibió la Gran Cruz de la Legión de Honor por su participación en la guerra de pacificación de Marruecos, siendo uno de los oficiales de la marina francesa más jóvenes en obtener esta distinción. Sirvió en la Primera Guerra Mundial y en 1920 abandonó su carrera militar para unirse a la Orden de los Carmelitas Descalzos Seculares. Pasó a ser conocido como Padre Luis de la Trinidad y ascendió al cargo de superior provincial de las Carmelitas en Francia. 
D'Argenlieu fue llamado al servicio activo en 1939, al comienzo de la Segunda Guerra Mundial, como capitán. Fue arrestado en junio de 1940, pero escapó para unirse a las fuerzas de la Francia Libre con el General Charles de Gaulle. En agosto de 1940, participó y resultó herido en el ataque fallido contra las fuerzas francesas de Vichy en Dakar y luego asumió el mando de las Fuerzas navales de la Francia Libre en el África ecuatorial.
Como alto comisionado para el Pacífico, tuvo plenos poderes civiles y militares desde 1941 hasta 1943, cuando fue nombrado comandante en jefe de todas las fuerzas navales de la Francia Libre. Fue ascendido a almirante en 1945.
Georges Thierry d'Argenlieu fue enviado a la Indochina francesa después de la rendición japonesa para reafirmar la soberanía francesa sobre la colonia. Fue llamado a París en 1947, poco después del estallido de la Guerra de Indochina, y trabajó durante un breve período como inspector general de las fuerzas marítimas. Finalmente regresó a la vida monástica.
En 1958, enfermo, renunció a su cargo de canciller de la Orden de la Liberación y se retiró de nuevo a la vida monástica. Murió el 7 de septiembre de 1964 en Brest y fue enterrado en Avrechy.

## Obras
- La Croix de la Libération, Paris 1951
- Chroniques d'Indochine 1945-1947, Paris 1985
- Souvenirs de Guerre : juin 1940-janvier 1941, Paris 1973